# Aleksandra Ignasiak
Aleksandra Ignasiak (ur. 1982 w Łodzi) – polska malarka, performerka, autorka instalacji stałych i efemerycznych w przestrzeni publicznej, nauczycielka akademicka.

## Życiorys
W latach 2001–2007 studiowała malarstwo na Wydziale Grafiki i Malarstwa w Akademii Sztuk Pięknych im. Władysława Strzemińskiego w Łodzi. Dyplom z wyróżnieniem zrealizowała pod kierunkiem prof. Mikołaja Dawidziuka. W latach 2008–2011 studiowała biżuterię w macierzystej uczelni. 14 listopada 2018 obroniła pracę doktorską Malarstwo w Przestrzeni, której podsumowaniem była wystawa w Galerii Wschodniej w Łodzi. Prowadzi Pracownię Działań Malarskich w Przestrzeni Publicznej na Wydziale Sztuk Pięknych w Akademii Sztuk Pięknych im. Władysława Strzemińskiego w Łodzi.
Od 2021 jest kuratorką galerii Punkt Odbioru Sztuki przy Poleskim Ośrodku Sztuki. W 2013 uzyskała Artystyczne Stypendium Miasta Łodzi. Jest laureatką Kultugranta 2.0, autorką projektu Odszarzanie miasta nagradzanego wielokrotnie w kraju i za granicą. Jest finalistką festiwali i konkursów: YICCA, Lumen Festival, Incubarte, Combat Art Prize, Open Space, Flint Public Festival, Social Art Award. Ma na koncie kilkadziesiąt wystaw indywidualnych i zbiorowych w kraju i za granicą.
Razem z Karoliną Gębką tworzą artystyczny duet Slow Painting Studio, a także we współpracy z Akademią Sztuk Pięknych im. Władysława Strzemińskiego w Łodzi prowadzą projekt badawczy Przepis na kolor. Ich prace utrzymane są w duchu zero waste.